# 尤宁韦尔
尤宁韦尔（英語：Union Vale）是美国纽约州达奇斯县的一个镇，地处达奇斯县中南部，位于波基普西市以东15英里、纽约市以北70英里处。2010年美国人口普查时，该镇有4877人。 1827年，尤宁韦尔镇从比克曼镇与拉格兰奇镇分出，正式建立。